# Kaesongstadion
Het Kaesongstadion (Koreaans: 개성청년경기장) is een multifunctioneel stadion in Kaesŏng, een stad in Noord-Korea. Het stadion wordt vooral gebruikt voor voetbalwedstrijden. In het stadion is plaats voor 12.000 toeschouwers. Het stadion werd geopend in 1988.